# Planguenoual
Planguenoual (bret. Plangonwal) – miejscowość i dawna gmina we Francji, w regionie Bretania, w departamencie Côtes-d’Armor. W 2013 roku populacja ówczesnej gminy wynosiła 2221 mieszkańców. 
W dniu 1 stycznia 2019 roku z połączenia trzech ówczesnych gmin – Lamballe, Morieux oraz Planguenoual – powstała nowa gmina Lamballe-Armor. Siedzibą gminy została miejscowość Lamballe. 